# Mortificació
La mortificació és la privació o el patiment voluntari que hom s'imposa a si mateix per motius ascètics i religiosos. Amb aquesta pràctica s'intenta mortificar, és a dir donar la mort als seus pecats per tal d'atènyer la santedat. Tot i que la paraula prové de la Carta als Romans de Pau de Tars, pràctiques semblants es van trobar en altres religions.

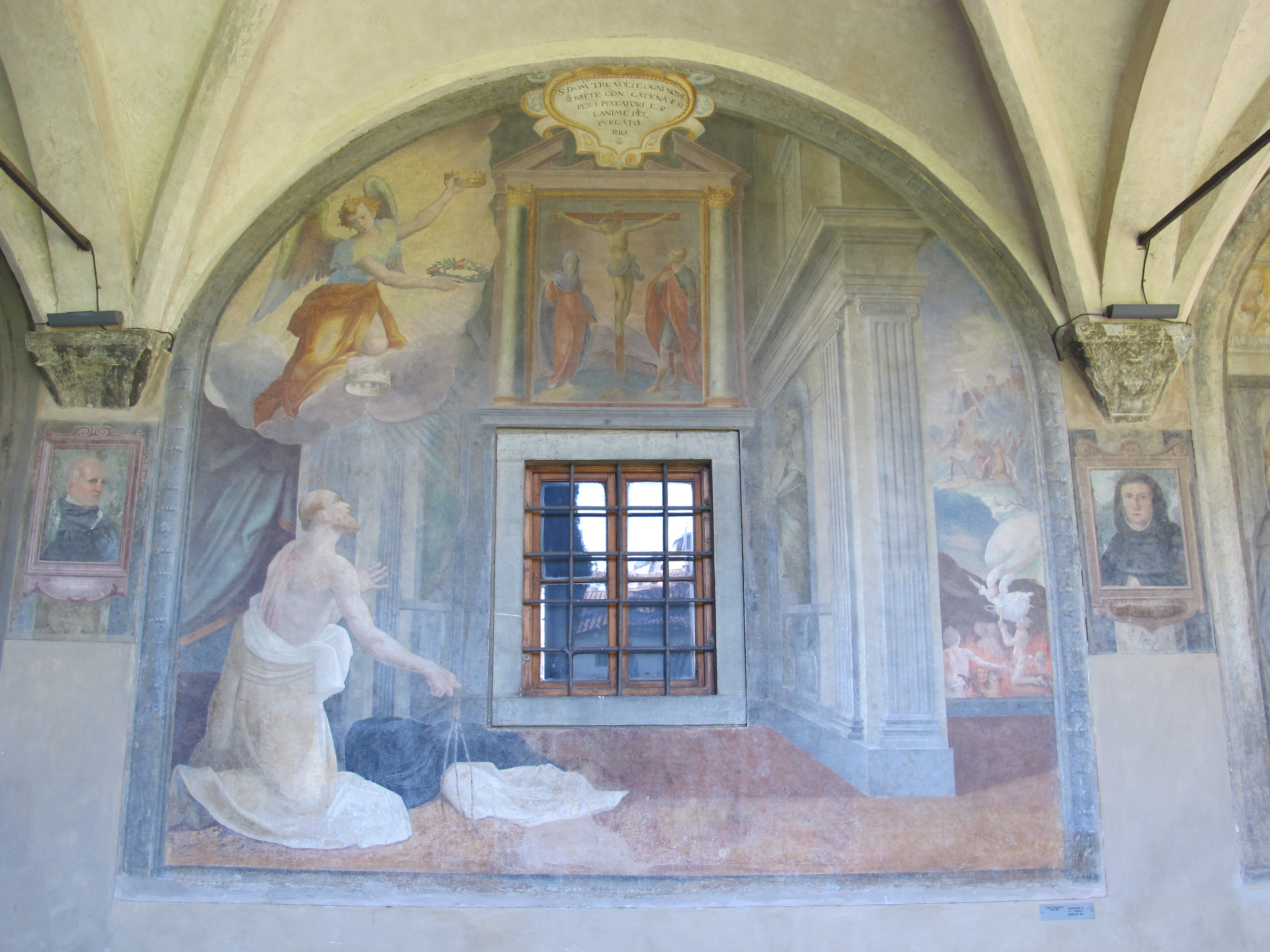
Fresco de la basílica deSanta Maria Novella amb sant Domènec de Guzmán amb una deixuplina agenollat davant una creu cristiana

A les diferents variants de la religió cristiana, avui dia es troben diferents formes de mortificació: l'abstinència, el dejuni, l'autoflagel·lació amb deixuplines, portar el cilici, agenollar-se durant molt de temps en un suport inconfortable. El concepte rau en el principi que res no pot superar el sofriment del Crist a la creu i que com més pateix l'home durant la seva vida a la terra, tant més feliç serà al cel. Una idea que volia consolar la gent en preconitzar que les injustícies o el dolor encorregudes durant la vida serien compensades a la vida eterna, va ser pervertida al sentit que en afegint sofriment al capdamunt del dolor natural, s'augmentaria la felicitat eterna al cel. Segons la teologia cristiana l'Esperit sant ajuda els creients en la «mortificació dels pecats de la carn», una idea absent als quatre evangelis, llençada posteriorment per Pau de Tars. La política de l'austeritat pot ser vista com una interpretació moderna d'aquest concepte. Igualment és un concepte central en la filosofia de l'Opus Dei.